# Głasoeczko
Głasoeczko (mac. Гласоечко) – rodzaj tradycyjnego męskiego dwugłosowego śpiewu wykonywanego w regionie Dołni Połog w północno-zachodniej części Macedonii Północnej.
Tradycja została wpisana w grudniu 2015 roku na listę niematerialnego dziedzictwa kulturowego wymagającego pilnej ochrony pod nazwą Glasoechko, male two-part singing in Dolni Polog w języku angielskim. Nazwa wpisu w języku polskim jest natomiast zapisywana różnorako:
- Glasoechko, śpiew dwuczęściowy w Dolni Polog[4],
- Głasoeczko, męski śpiew dwugłosowy w regionie Dołni Połog[1],
- Glasoeczko, męski śpiew na dwa głosy w regionie dolnego Połogu[5].

## Charakterystyka
Męski śpiew dwugłosowy w regionie Dołni Połog, znany jako głasoeczko, jest tradycyjną formą muzyki wokalnej charakterystycznej dla tego obszaru. Pieśni śpiewane są w sposób polifoniczny z burdonem wykonywanym kontrapunktowo w stosunku do melodii śpiewanej przez głównego wykonawcę. Często towarzyszy im gra na flecie pasterskim (kavalu) i dudach.
Głasoeczko wykonywane jest najczęściej spontanicznie, w grupach złożonych z dwóch lub trzech śpiewaków, podczas różnego rodzaju uroczystości, zgromadzeń i przyjęć, na weselach, kolacjach oraz innych wydarzeniach towarzyskich. Tradycja przekazywana jest z pokolenia na pokolenie, a jej wykonawcy to utalentowani, często bardzo dobrze znani w lokalnej społeczności, śpiewacy, którzy – naśladując swych poprzedników – poznali technikę i repertuar pieśni.
Depozytariuszami tradycji głasoeczko oraz ostatnią grupą wokalną w sposób aktywny wykonującą ten śpiew jest grupa Gawrowski Trio ze wsi Siriczino w gminie Jegunowce.

## Zagrożenia
Męski dwugłosowy śpiew w regionie Dołni Połog jest dziedzictwem niematerialnym zagrożonym i wymagającym pilnej ochrony. Liczba śpiewaków oraz grup wykonujących głasoeczko zmalała ze względów naturalnych, a także z powodu migracji ludności wiejskiej tego rejonu do miast, co miało miejsce zwłaszcza po konflikcie zbrojnym w 2001 roku.
Wraz z wpisaniem tradycji na listę niematerialnego dziedzictwa kulturowego wymagającego pilnej ochrony podejmowane są próby jej zachowania, dzięki którym pomału sytuacja głasoeczko faktycznie się poprawia. Podjęto się promocji śpiewu wśród lokalnych artystów, także tych z młodszego pokolenia, m.in. poprzez warsztaty i festiwale. Wykonano także nagrania CD dokumentujące głasoeczko oraz nakręcono o nim film dokumentalny.